# Большой Кумикуш
Большой Кумикуш — озеро на севере Пермского края. Код объекта в государственном водном реестре — 10010100111111100000673.
Расположено в юго-западной части Чердынского района, между реками Кама и Тимшор, в центре Дикого болота. Абсолютная отметка уреза воды составляет 130,2 м. Площадь водоёма составляет 17,8 км², что делает его вторым крупнейшим озером Пермского края (после Чусовского озера). Простирается примерно на 7 км в длину и 5 км в ширину. Средняя глубина озера составляет 3,5 м; максимальная глубина — 6 м. Берега заболоченные.
На юго-востоке Большой Кумикуш связан протокой с озером Челвинское, которое расположено примерно в 700 м. В 5 км к востоку находится озеро Новожилово с площадью 7,12 км². В 20 км к северо-востоку от озера Большой Кумикуш находится посёлок Чепец.
В озере водится окунь, щука и ёрш. Здесь обитают утки, гуси и гагары, а из Тимшора сюда перекочевали бобры.